# Keiron Assiratti
Pas d'image ? Cliquez ici

a Compétitions nationales et continentales officielles uniquement.

b Matchs officiels uniquement.
Dernière mise à jour le 3 mars 2025.
Keiron Assiratti, né le 6 janvier 1996 à Pontypridd (pays de Galles), est un joueur international gallois de rugby à XV jouant au poste de pilier droit à Cardiff Rugby en United Rugby Championship depuis 2017.

## Biographie

### Carrière en club
Son premier club est le Wattstown RFC. Il intègre ensuite le centre de formation des Cardiff Blues où il côtoie Corey Domachowski.
Le pilier fait ses débuts avec l'équipe première des Cardiff Blues lors de la saison 2016-2017 dans un match de Coupe anglo-galloise contre les Sale Sharks. Il est prêté aux Bristol Bears pour le début de la saison 2020-2021 en tant que joker médical.
Il marque son premier essai avec Cardiff contre le Benetton Trévise en Pro14 en 2021. Entre 2020 et 2022, il peine à cumuler du temps de jeu avec la province galloise, avant d'enchaîner les apparitions en 2023. Keiron Assiratti prolonge ainsi son contrat avec l'équipe à l'été 2023.
Remarqué pour ses performances avec Corey Domachowski dans le paquet d'avants de Cardiff, il se signale aussi avec ses capacités ballon en main et son jeu de jambes,.

### Carrière internationale
Keiron Assiratti est sélectionné dans l'équipe des moins de 20 ans du pays de Galles.
Inclus dans le groupe pour la préparation de la Coupe du monde 2023, Assiratti est nommé par Warren Gatland comme titulaire pour le test match contre l'Angleterre.
En janvier 2024, il est sélectionné pour le Tournoi des Six Nations.